# Antonin Mercié
Marius Jean Antonin Mercié (n. 30 octombrie 1845, Toulouse – d. 13 decembrie 1916, Paris) a fost un sculptor și pictor francez.

## Biografie
Antonin Mercié  a urmat cursurile Școlii Naționale Superioare de Arte Frumoase din Paris (École des Beaux-Arts), avându-i ca profesori pe Alexandre Falguière și François Jouffroy. Mercié a făcut parte din Grupul de la Toulouse alături de Jean-Marie Mengue, Laurent Marqueste, Victor Segoffin și Auguste Seysses. În anul 1868 câștigă premiul acordat de Prix de Rome pentru sculptură. Anul 1872 vine cu recunoașterea oficiala în cadrul expoziției Salonului de la Paris cu ocazia participării sale cu două lucrări David și Gloria Victis. Primește cu această ocazie Medalia de Onoare a Salonului de la Paris. Mercié a fost numit ca profesor de desen și sculptură la Ecole des Beaux-Arts și a fost ales ca membru în anul 1891 al Academiei Franceze. Ulterior, artistul a fost ales ca Mare Ofițer al Legiunii de Onoare și în anul 1913 a devenit președintele asociației Société des Artistes Français. Ca profesor la École des Beaux-Arts a avut ca elevi pe Achille Jacopin, Édouard-Marcel Sandoz, Émile Bréchot, Firmin Michelet, Évariste Jonchère și pe Constantin Brâncuși și Dumitru Mățăoanu.
Bronzul David este una dintre cele mai populare lucrări ale artistului și îl reprezintă pe David cu un turban pe cap, băgându-și sabia în teacă, călcând pe capul lui Goliat care este la picioarele sale. Astăzi, statuia se află la Muzeul d'Orsay. A creat o mulțime de busturi, statui, portrete și medalioane, luând astfel Medalia de Onoare la Expoziția de la Paris din 1878 și Marele Premiu la cea din 1889. Printre exponate este sculptura Venus pentru care a fost premiat în 1883, Leda în 1884 și lucrarea cea mai dramatică pe care a realizat-o Michelangelo studiind anatomie din 1885.
Antonin Mercié este cunoscut și în America pentru trei monumente pe care le-a realizat în perioada 1890 - 1911. Acestea sunt: Statuia ecvestră a lui Robert E. Lee din Virginia, Statuia Marchizului de Lafayette din Washington, D.C. făcută în colaborare cu Alexandre Falguière și Monumentul lui Francis Scott Key din Maryland.

## Galerie imagini

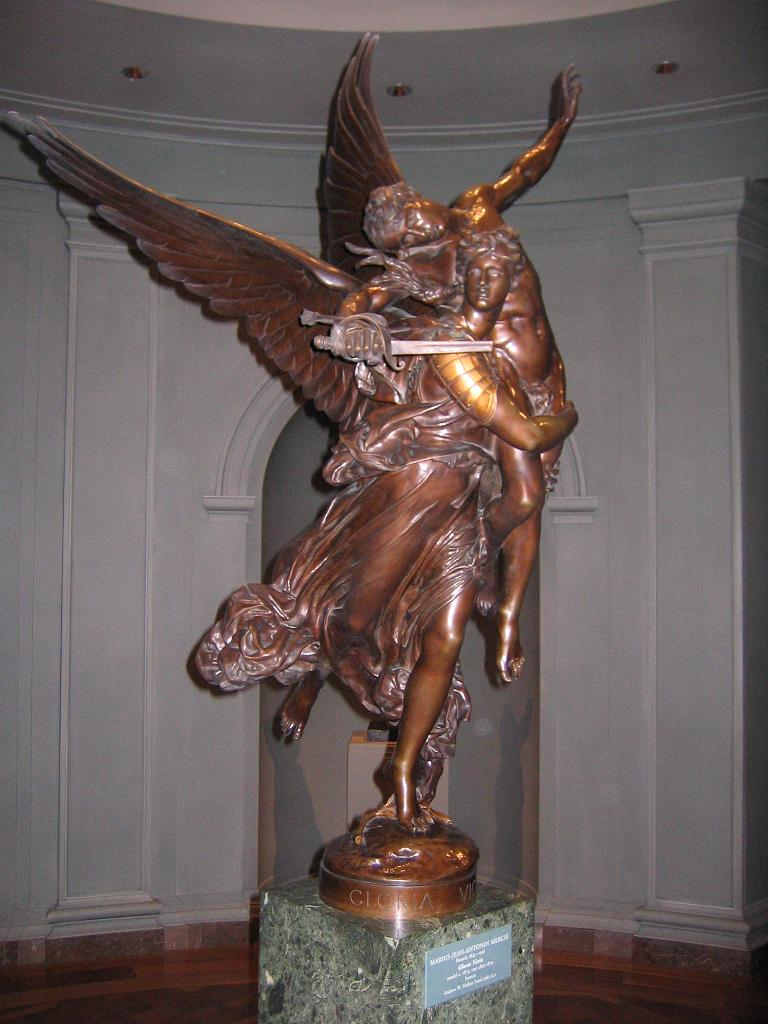
Gloria Victis
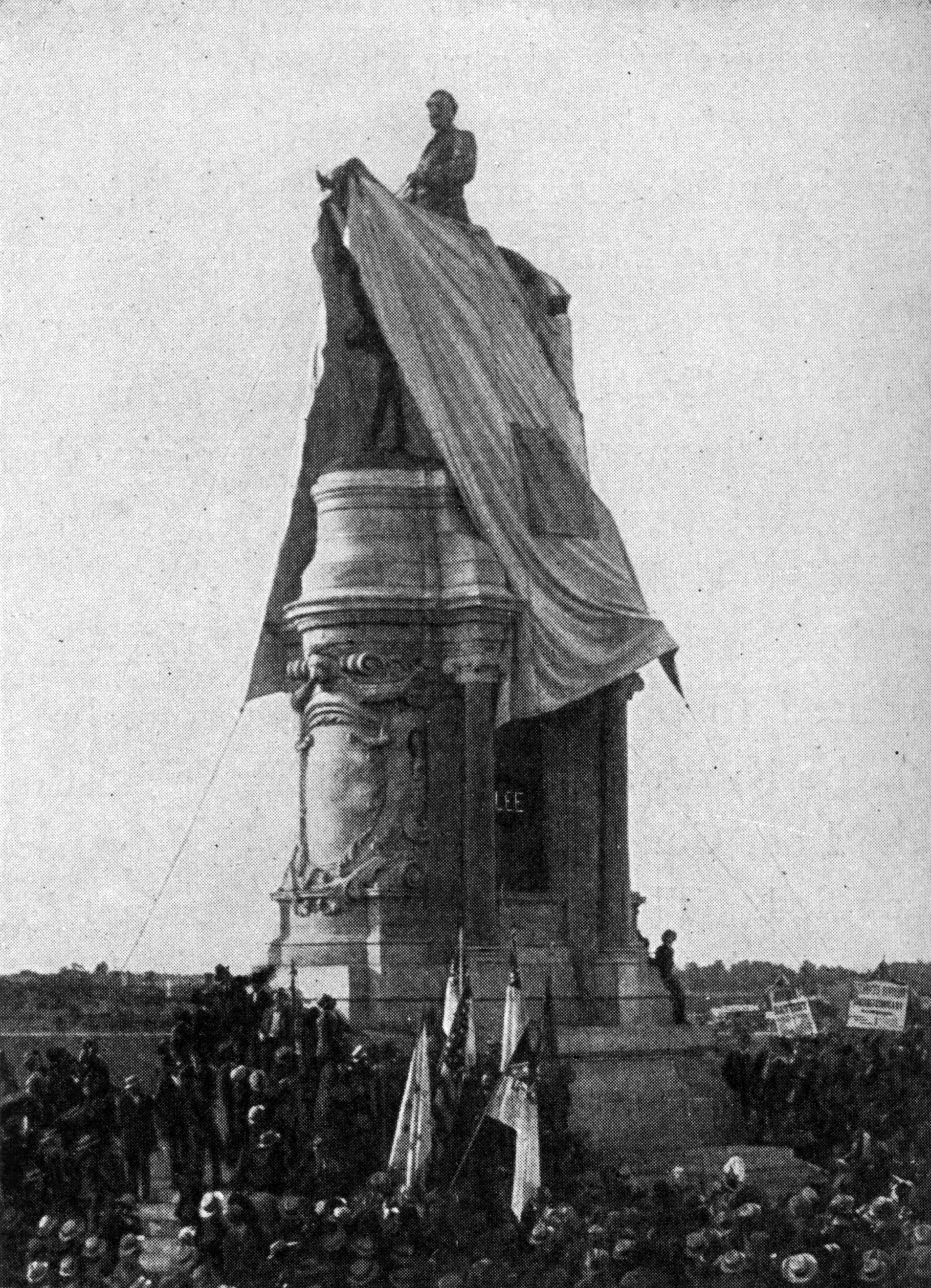
Dezvelirea statuii ecvestre a lui Robert E. Lee, 29 mai 1890. Richmond, Virginia
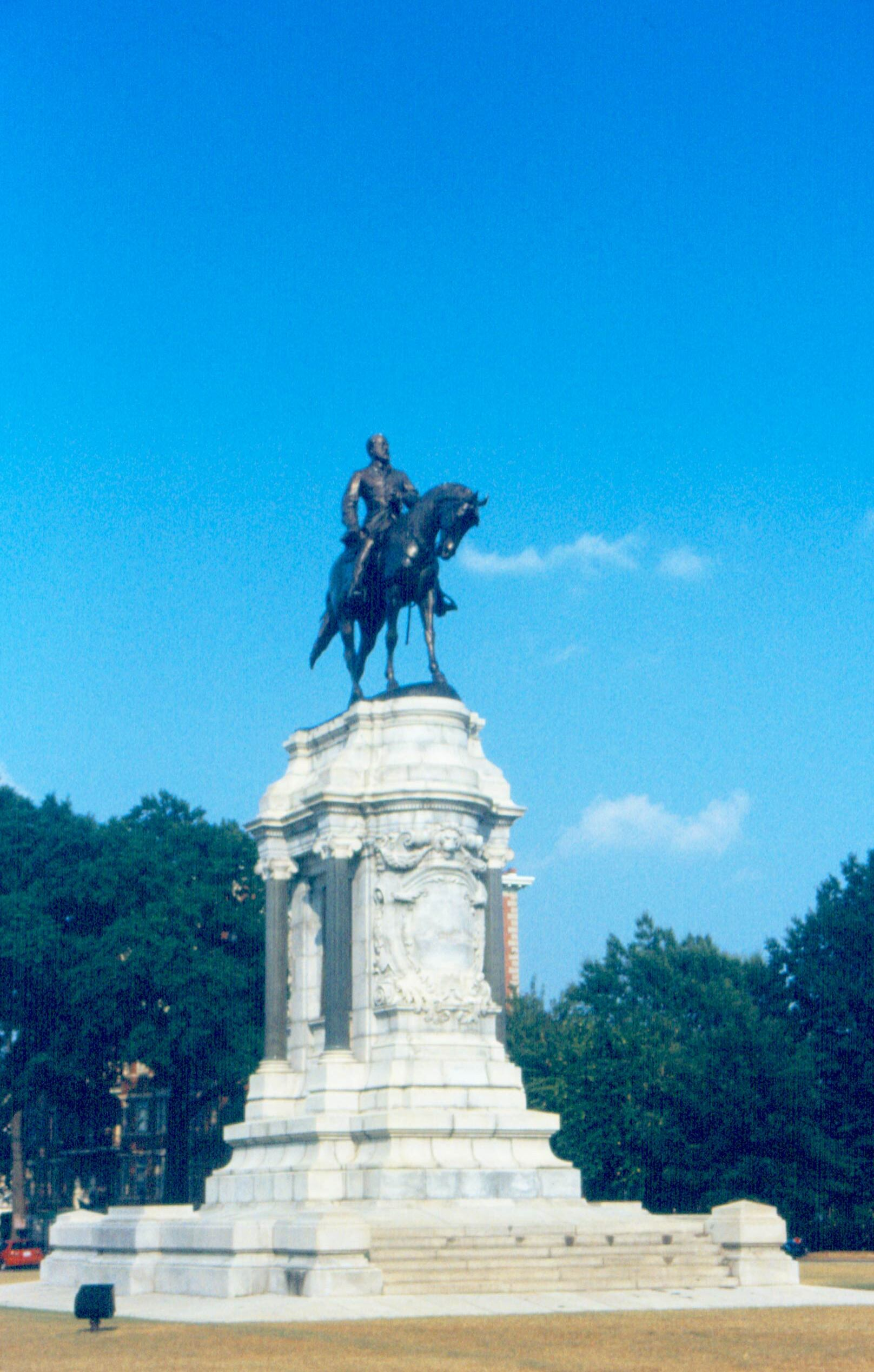
Robert E. Lee
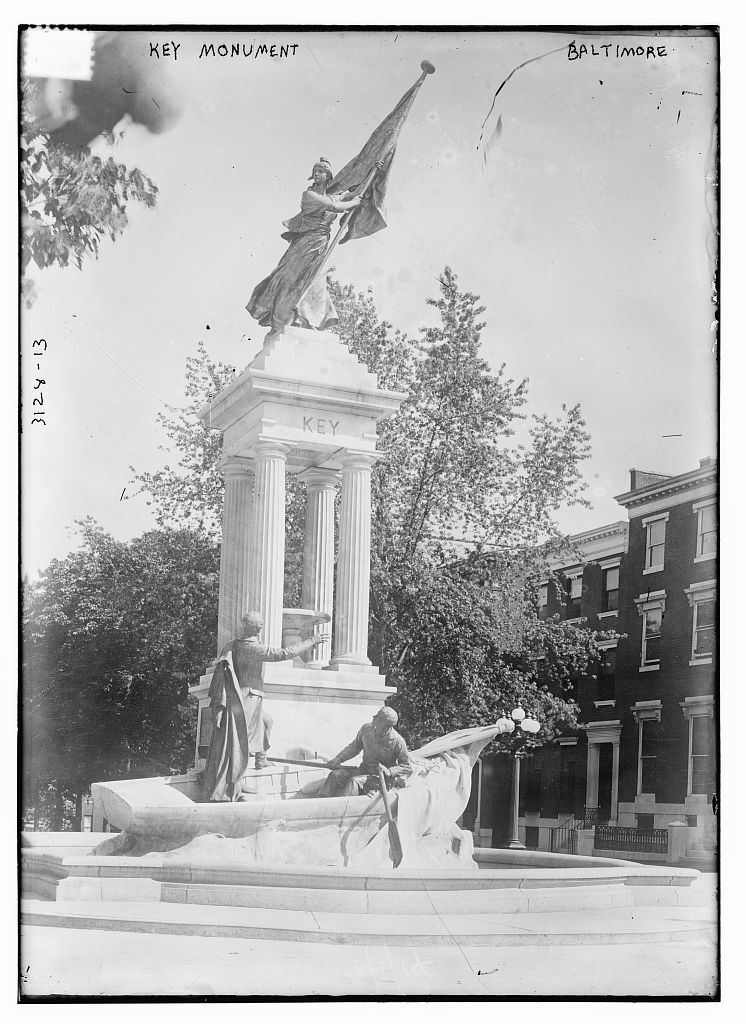
Monumentul Francis Scott Key, circa 1907-1910
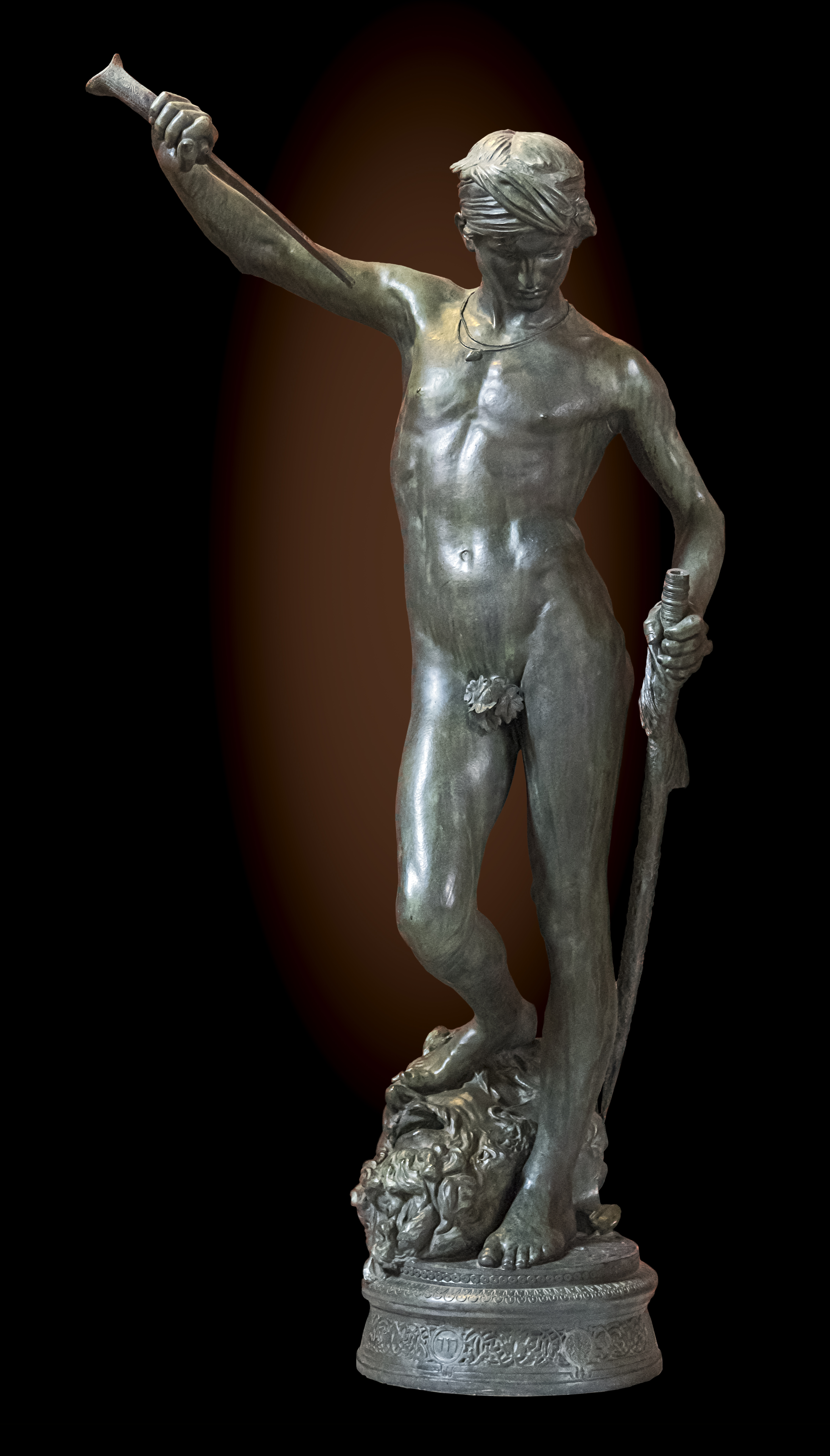
David
Statuia lui Alexandru Lahovari din București